# Pija Regali
Pija Regali, slovenska uršulinka in prevajalka, * 5. december 1885, Ljubljana, † 31. avgust 1933, Ljubljana.

## Življenje in delo
Obiskovala je meščansko šolo in učiteljišče v Ljubljani. Leta 1908 pa je vstopila v uršulinski red v Celovcu. Po prvi svetovni vojni se je iz Celovca preselila v samostan Mekinje. Da bi se izpopolnila v francoščini je leta 1928 odšla v Belgijo v samostan Mons. Konec maja 1933 se je vrnila v Ljubljano, kjer je tudi umrla.

## Prevajanje
S svojimi družinskimi sredstvi je ustanovila zbirko Nebeške rože, ki je izhajala med letoma 1931 in 1941. Prevedla je tri knjige zanjo iz francoščine:
- Življenje z Jezusom, 1931 (COBISS)
- Kraljevanje Srca Jezusovega v družinah, 1931 (COBISS)
- Daruj se Bogu, 1935 (COBISS)

Prvi dve knjigi sta doživeli velik uspeh tudi pri izseljencih v ZDA. Obe sta bili ponatisnjeni v Glasilu K. S. K. Jednote v Clevelandu (20.000 izv.).